# Mylossoma duriventre
Mylossoma duriventre és una espècie de peix de la família dels caràcids i de l'ordre dels caraciformes.

## Morfologia
- Els mascles poden assolir 25 cm de llargària total i 1.000 g de pes.[3]

## Alimentació
Menja peixos, insectes i plantes.

## Hàbitat
Viu en zones de clima tropical entre 22 °C - 28 °C de temperatura.

## Distribució geogràfica
Es troba a Sud-amèrica: conques dels rius Amazones, Orinoco, Paraguai i Paranà.